# Vaughn Stewart

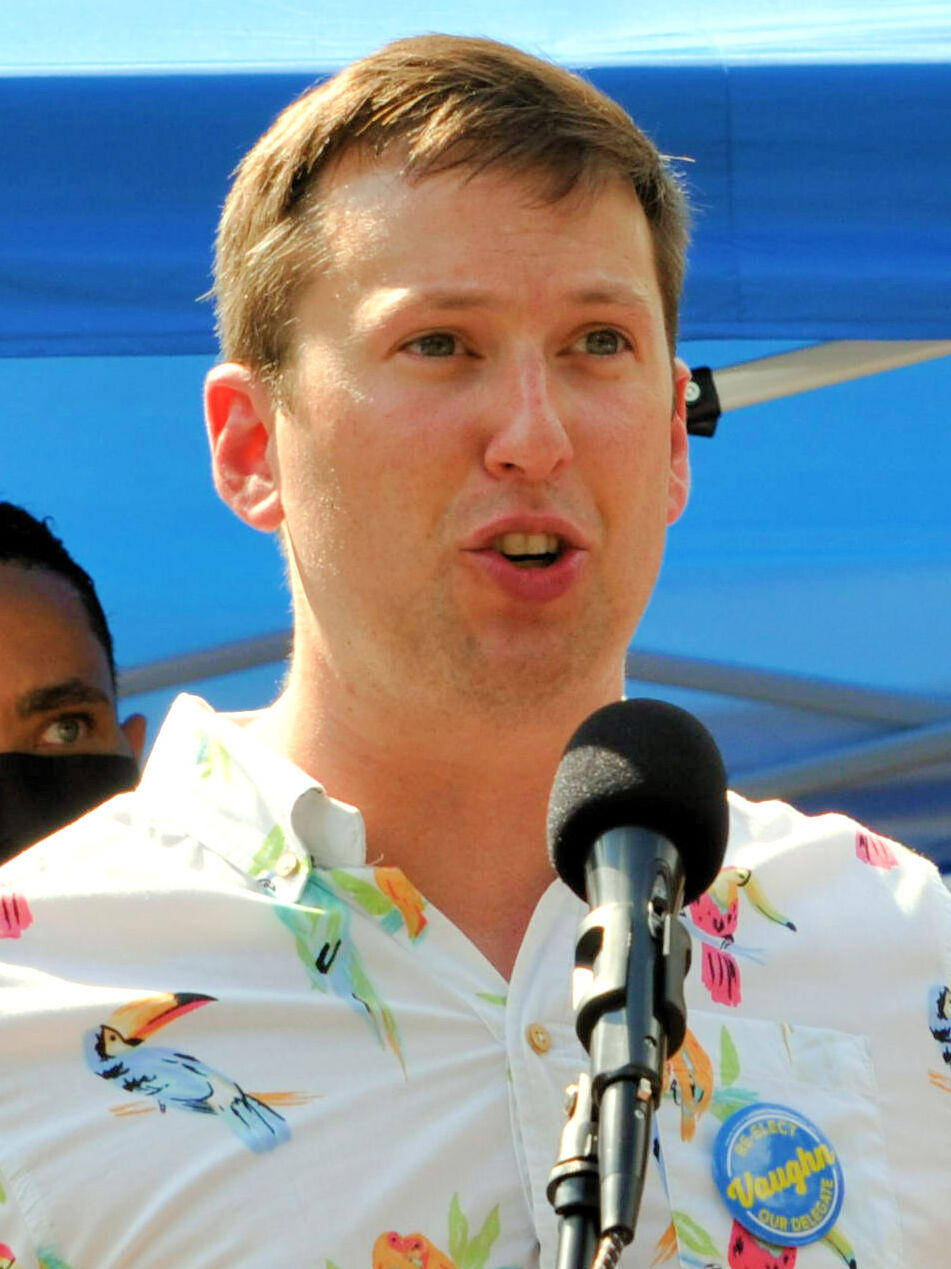
Vaughn Stewart

Vaughn Stewart (* 15. November 1988 in Anniston, Alabama) ist ein amerikanischer Rechtsanwalt und Politiker. Er ist seit 2019 Abgeordneter für den 19. Bezirk des Abgeordnetenhauses von Maryland.

## Leben
Stewart erhielt einen Bachelor-Abschluss von der University of Pennsylvania und einen Juris Doctor von der New York University. Während des Jurastudiums absolvierte Stewart ein Praktikum für den United States Domestic Policy Council in der Obama-Administration. Im Jahr 2015 diente er als Policy Director für Jamie Raskins erste Kongresskampagne. Am 9. Januar 2019 wurde Stewart in der Maryland General Assembly als Abgeordneter für den Distrikt 19 vereidigt. Er ist Mitglied des Umwelt- und Transportausschusses. Er wurde mit Speicheldrüsenkrebs im Jahr 2007 und Non-Hodgkin-Lymphom im Jahr 2017 diagnostiziert. Am 7. Januar 2020 gab Stewart seine Unterstützung für Bernie Sanders bei den Präsidentschaftsvorwahlen der Demokratischen Partei 2020 bekannt.